# 仲野順也
仲野 順也（なかの じゅんや、1971年2月28日 - ）は、日本の作曲家、編曲家。京都府出身。ゲームミュージックを手がける。

## 概要
ピアノ調律学校を卒業後、コナミに入社。コナミ矩形波倶楽部に所属し、マーシャルチャンピオンなどのアーケードゲームのBGMを手がける。1995年にスクウェア（現スクウェア・エニックス）に入社。『ファイナルファンタジーX』などを手がける。スクウェア・エニックス退社後はフリーとして活動している。

## 参加作品

### コナミ
- X-MEN
- アステリクス
- ヘクシオン
- ゴルフィンググレイツ2
- マーシャルチャンピオン
- リーサルエンフォーサーズ
- ポリゴネットコマンダーズ
- ミスティックウォーリアーズ

### スクウェア（スクウェア・エニックス）
- トレジャーコンフリクス（サテラビュー）
- FRONT MISSION SERIES GUN HAZARD
- トバルNo.1
- アナザー・マインド
- デュープリズム
- ファイナルファンタジーIV（DS版・編曲）
- ファイナルファンタジーX
- SIDEWINDER F（スクウェア・サウンズ名義）
- 武蔵伝II ブレイドマスター
- プロジェクト シルフィード
- 聖剣伝説4
- 鋼の錬金術師 FULLMETAL ALCHEMIST -暁の王子-
- 鋼の錬金術師 FULLMETAL ALCHEMIST -黄昏の少女-
- ファイナルファンタジーXIII（編曲）

### フリー以降
- ファイナルファンタジーX HDリマスター
- ストリートファイターV
- 8BIT MUSIC POWER FINAL